# Topla (Serbia)
Topla (cyr. Топла) – wieś w Serbii, w okręgu borskim, w mieście Bor. W 2011 roku liczyła 97 mieszkańców.